# Тангањика (језеро)
Језеро Тангањика је велико језеро у централној Африци. Сматра се да је то друго највеће језеро на свету по количини воде, после Бајкалског језера у Сибиру. Оно је исто тако најдуже слатководно језеро на свету. Језеро је подељено између четири земље – Танзанија, Демократска република Конго (ДРЦ), Бурунди, и Замбија, при чему Танзанија (46%) и ДРЦ (40%) поседују највећи део језера. Вода истиче у систем реке Конго и ултиматно у Атлантски океан.

## Етимологија
Име се односи на афричку реч Tanganika, са значењем „велико језеро које се простире као равница“, или „равничарско језеро“."‍:Vol.Two,16

## Географија
Језеро се налази на западном делу Долине Велике раселине и ограничено је планинским странама долине. То је највеће раселинско језеро у Африци и друго по величини језеро по површини на овом континенту. Оно је најдубље језеро у Африци и има највећу количину слатке воде. Пружа се у дужину од 673 km у правцу север-југ с просечном ширином од 50 km. Површина језера је 32.900 km², с обалом дугом 1.828 km, просечне дубине 570 m и с највећом дубином од 1.470 m (у северном делу). С обзиром да је највећа дубина језера испод нивоа мора оно представља криптодепресију. Процењује се да има 18.900 km³ воде. Просечна температура воде на површини је 25 °C а просечна  вредност је 8,4.
Огромна дубина и тропска локација језера онемогућава велики одлив воде, што значи да је вода у дубинама тзв. „фосилна вода“ без кисеоника. Подручје језера покрива 231.000 km², с две велике реке које утичу у језеро, многим мањим рекама и потоцима (захваљујући стрмим планинским страна одводњавање је мало), а највећа отока, река Лукуга, касније се улива у реку Конго.
Највеће притоке су река Рузизи, која се улива са севера из језера Киву и река Малагараси, која је друга највећа река у Танзанији, која се улива с истока.
Језеро је подељено између четири државе - Бурунди, Демократска Република Конго, Танзанија и Замбија, с тим да Конго држи 40%, а Танзанија 46% језера.
Језеро Тангањика је древно језеро. Његова три басена, која су у периодима са много нижим водостајима била одвојена језера, различита су по старосном добу. Централно је почело да се формира пре 9-12 М година, северно 7-8 М година и јужно 2-4 М година.

## Карактеристике воде
Вода језера је алкална са  око 9 на дубинама од 0—100 m (0—330 ft). Испод тога је око 8,7, и постепено се снижава до 8,3—8,5 у дубљим деловама језера. Сличан образац је уочљив и у погледу електричне проводљивости, која је у опсегу од око 670 μS/cm у горњем делу и до 690 μS/cm у дубљим деловима.
Површинске температуре су генерално у опсегу од око 24 °C (75 °F) у јужним деловима језера у раном августу од 28—29 °C (82—84 °F) током касне кишне сезоне у марту—априлу. На дубинама већим од 400 m (1.300 ft) температура је веома стабилна на 23,1—23,4 °C (73,6—74,1 °F).
Језеро је стратификовано и сезонско мешање генерно не досеже испод дубина од 150 m (490 ft). До ветром узрокованог мешања углавном долази на југу, као и у мањој мери на неколико других делова језера. Последица стратификације је да дубоке секције садрже „фосилну воду“. То такође значи да у њој нема кисеоника (вода је аноксична) у дубљим деловима, што есенцијално ограничава рибу и друге аеробне организме на горњи део. Постоје извесне географске варијације овог лимита, мада је он типично на дубинама од око 100 m (330 ft) у северном делу језера, а 240—250 m (790—820 ft) на југу. Најдубље секције без кисеоника имају високе нивое токсичног водоник сулфида и есенцијално су беживотне, изузев за бактерије.

## Биологија
У језеру има бар 300 врста риба циклида и 150 не-циклидних врста, од којих већина живи при дну језера. Највећа биомаса риба, међутим, налази се у отвореним водама у којој доминира шест врста – две врсте тангањиканске сардине и четири врсте риба грабљивица Lates (које су у роду, али нису исте као Нилски гргеч, који је уништио циклидне рибе у Језеру Викторија). Скоро све (98%) тангањиканске циклидне врсте су ендемске. Има доста ендемских врста и међу бескичмењацима, нарочито мекушаца (које су значајно ковергентне морској морфологији), ракова, копепода, пијавица и сл.
Неколико циклидних врста, укључујући многе врсте које живе у шкољкама, постале су популарне као акваријумске рибе због свог необичног начина живота и релативно високе интелигенције. Од осталих значајних врста треба поменути Танг кобру, врсту водене змије.

### Рептили
Језеро Тангањика и припадајуће мочваре су дом нилских крокодила (укључујући познатог гигантског Густава), замбијске зглобне корњаче, рецкасте корњаче и пан корњаче (ова задња врста не обитава у самом језеру, већу у суседним лагунама). Олујна водена кобра, угрожена подврста водене кобре која се углавном храни рибом, једино се налази у језеру Тангањика, где преферира стеновите обале.

### Циклидна риба
Језеро садржи најмање 250 врста циклидне рибе а постоје и неописне врсте. Скоро сви (98%) Тангањикини циклиди су ендемски за ово језеро и стога је оно важан биолошки ресурс за изучавање специјације током еволуције. Циклиди афричких Великих језера, укључујући Тангањику, представљају најразличитији опсег адаптивне радијације код кичмењака.
Мада Тангањика има мањи број врста циклида од језера Малави и Викторија, оба од којих су релативно недавно имала експлозију врста услед радијације (последица чега је мноштво блиско сродних врста), његови циклиди су у највећој мери морфолошки и генетички разноврсни. То је повезано са великом старошћу језера Тангањика, које је далеко старије од других језера. Тангањика има највећи број ендемских циклидних родова од свих афричких језера. Сви Тангањикини циклиди су у подфамилији Pseudocrenilabrinae. Од десет племена у тој потфамилији, половина је у великој мери или потпуно ограничена на ово језеро (Cyprichromini, Ectodini, Lamprologini, Limnochromini и Tropheini) и додатна три имају присутне врсте у овом језеру (Haplochromini, Tilapiini и Tylochromini). Други су предложили поделу Тангањикиних циклида у 12—16 племена (поред раније поменутих то су Bathybatini, Benthochromini, Boulengerochromini, Cyphotilapiini, Eretmodini, Greenwoodochromini, Perissodini и Trematocarini).
Већина циклида Тангањике обитава дуж обала до дубине од 100 m (330 ft), мада се неке дубоководне врсте спуштају до 200 m (660 ft). Врста Trematocara је нађена на изузетним дубинама од више од 300 m (980 ft), што је дубље него за било којег другог циклида на свету. Неки од дубоководних циклида (нпр, Bathybates, Gnathochromis, Hemibates и Xenochromis) бу били ухваћени на местима која су практично без кисеоника. Како су у стању да преживе у таквој води није разјашњено. Тангањикини циклиди су генерално бентални (обитавају на или у близини дна) и/или приобални. Ни један од циклида Тангањике није истински пелагијалан, нити обитава далеко од обале, изузев неких пиковорних Bathybates. Две такве врсте, B. fasciatus и B. leo, превасходно се хране сардинама Тангињаке. Циклиди Тангињаке се опсежно разликују у погледу екологије и тиме су обухваћене врсте које су биљоједи, детривори, планктивори, инсективори, мекушцовори, лешинари, крљуштовори и пиковори. Њихово понашање при парењу спада у две главне групе, врсте са подложним мрешћењем (често у пећинама или каменим пукотинама) и оне које инкубирају икру у устима. Међу ендемским врстама су две од најмањих циклида на свету, Neolamprologus multifasciatus и N. similis (обе од којих обитавају у празним шкољкама) са дужином од 4—5 cm (1,6—2,0 in), и једна од највећих, гигантски циклид (Boulengerochromis microlepis) дугачак до 90 cm (3,0 ft).
Многи циклиди из језера Тангањика, као што су врсте из родова Altolamprologus, Cyprichromis, Eretmodus, Julidochromis, Lamprologus, Neolamprologus, Tropheus и Xenotilapia, су популарне акваријумске рибе услед њихових светлих боја и шара и занимљивог понашања. Опонашање станишта језера Тангањика да би се узгајали ти циклиди у станишту сличном њиховом природном окружењу је исто тако популаран акваријумски хоби.
- Циклидна племена у језеру Тангањика (Е = племе је ендемско или блиско ендемско)
- (Е): Bathybates ferox је бенталан и писковоран, мада род исто тако обухвата пелагијске врсте.[30] Ово племе се понекад дели у три дела, при чему су други Hemibatini и Trematocarini[38][39]
-Benthochromini (Е): Benthochromis horii су били научно описани 2008, али се често мешају са B. tricoti[40]
- (Е): Boulengerochromis microlepis је један од највећих циклида на свету[36] и једини члан свог племена[39]
- (Е): Cyphotilapia frontosa, једна од само две сличне врсте у племену[41]
-Cyprichromini (Е): Cyprichromis microlepidotus и други чланови овог племена су планктивари отворене воде[42][43]
- (Е): Ophthalmotilapia nasuta (мужјак) је полно диморфан, мижјаци имају јаче боје и дужа пераја и нос[44]
-Eretmodini (Е): Eretmodus cyanostictus живи у близини дна у турбулентној, приобалској површинској зони,[45] попут других чланова његовог племена[43]
- :  је једна од неколико Тангањикиних врста,[46][47] која је присутна и у другим афричким Великим језерима[48]
- (Е): Julidochromis marlieri је популаран у акваријумском послу где су чланови овог рода познати као „Јулијуси”[49]
- (Е): Gnathochromis permaxillaris је зоопланктивор са необичним издуживим устима[50]
- (Е): Perissodus microlepis, специјализована врста за исхрану крљуштима[51]
- Tilapiini: Oreochromis tanganicae је једна од најзаступљенијих приобалских врста, која је доступна у рибарама[52]
- Tropheini (Е): Tropheus moorii (морф „црвене” Чимбе) је високо варијабилна, мада су таксономски неки од морфова су упитни[53][54][55]

## Индустрија
Језерске рибе су највећи извор протеина за локално становништво. Око 45.000 људи из готово 800 насеља се директно бави рибарством, а око милион људи је везано за рибарство. Риба са Тангањике се извози широм источне Африке. Комерцијално рибарство је почело средином педесетих година 20. века што се одразило на број површинских риба; 1955. укупан улов износио је око 180.000 тона. Компаније које су се бавиле индустријским рибарством, а које су цветале осамдесетих година 20. века, лагано су пропадале.

## Транспорт
Лучки град Кигома је полазна станица железничке пруге која води до Дар ес Салама у Танзанији.
Лучки град Калемије је полазна станица железничке мреже Конга.

## Историја
Први познати Европљани који су открили језеро били су истраживачи Ричард Бартон и Џон Спики 1858. Они су га открили тражећи извор Нила. Спики је наставио и открио прави извор, Викторија (језеро).